# Litovel město
Litovel město – przystanek kolejowy w Litovelu, w kraju ołomunieckim, w Czechach. Znajduje się tuż przy centrum miasta. Znajduje się na wysokości 235 m n.p.m.
Na przystanku istnieje możliwość zakupu biletów na wszystkiego rodzaju pociągi oraz rezerwacji miejsc. 

## Linie kolejowe
- 273 Červenka - Senice na Hané - Prostějov